# ふとがね金太
ふとがね 金太（ふとがね きんた、1955年10月25日 - ）は、元ツイストのドラマー&リーダー、ミュージシャン ナレーター。本名：占部 隆一。
株式会社BEE FIT（ビーフィット）所属。

## 来歴・人物
福岡県戸畑市（現・北九州市戸畑区）出身。明治学園小学校・中学校、熊本マリスト学園高等学校、大阪芸術大学放送学科広告専攻を卒業。
高校時代よりシンガー&ソングライターとしてRKK熊本放送の『サンデージャンボリー』やジャズ喫茶タローなどで活動し、1973年にヤマハ主催の第6回ポピュラーソングコンテストに九州地区代表として出場、「あなた」でグランプリ受賞の小坂明子と共に17歳の最年少代表としてオリジナル曲『想い』を歌った。これがきっかけとなり、プロの道を目指すようになる。
1977年、ロックバンドTWISTのドラム＆リーダーとして「あんたのバラード」でデビュー。「宿無し」「銃爪」「性」「燃えろいい女」「SOPPO」「LOVE SONG」「身に覚え」などの曲を世に送り出す。
1982年、ソロシンガーとしてシングル「女はMissを許さない」、アルバム『失敬!!』でデビュー。2ndシングル「愛・THROUGH THE NIGHT」は各地有線で上位を独占する。
1983年、俳優の竜雷太が社長を務めるアクターズ・プロモーションに所属、俳優・司会・ナレーターとして多方面で活動する。日本テレビ「NEWS ZERO」、BSフジ「プラチナ・シート」、BS- i「The Best Hotel」。テレビ埼玉の公営競技番組「BACHプラザサタデー」司会。最近のオン・エア－TVCMはフォルクスワーゲン ヴァリアント（氷室京介）、ヘルシアコーヒー（松井秀喜）、吉野家牛丼＆焼味豚丼＆牛鍋丼、リポビタンD。
1988年、タイのバンコクへ進出、アイドルスター・LEOPUTに楽曲を提供し30万枚を売り上げた。
2000年、3枚目のアルバム『KRUNGTHEP（クルンテープ）』の発表を期にアジアンポップユニット「KING CHANG（キング・チャーン）」を結成、STB139スイートベイジルでのライブは各方面で注目を浴びた。
2006年、2度のバンコクソロライブを敢行、大勢の在タイ者に迎えられた。
2007年、「デビュー30周年記念ライブ」と共に、6thアルバム『Pong King Pitch』を発表する。
2009年、ユニット「Forever 50」に参加。浅野孝已（ゴダイゴ）、鮫島秀樹（ハウンドドッグ）、松田弘（サザンオールスターズ）と共にRockやSoulの原点を追求。
2012年、「デビュー35周年記念ライブ」と共にシングル「頑張らねば」を発表、また浅野とのアコースティックユニット「菴羅(ANRA)」のバリ島・バンコクツアーを開催、2015年まで3回のバンコクライブを敢行する。
2013年、「菴羅 ANRA JAPAN TOUR」（博多 小倉 広島 大阪 東京）。
2017年、全国7カ所の「デビュー40周年記念ライブ」。ユニット「Kinta Kunte（キンタクンテ）」のアルバムを発表。
2018年、6度目のバンコクライブ。
2019年、金太ファミリーバンドとして昔の仲間とツイストのライブを開催。
2020年5月25日、7枚目のアルバム「Railay（ライレイ）」を発売。
2022年、コロナ禍の為ブランクはあったものの、金太ファミリーバンド Vol.3として昔の仲間とツイストのライブを開催。ゲストボーカルに高橋克典が登場。
2023年11月2日、8枚目のアルバム「昭和歌謡バラエティ Vol.1」発売。
11月25日には5年振り7度目の「バンコクライブ」を開催。
タイ在住日本人と共に大いに盛り上がる。

## 出演

### 映画
- 凶弾（1982年、富士映画）
- ロケーション（1983年、松竹）
- 紳士同盟（1986年、東映）
- メイク・アップ（1987年、ニュー・センチュリー・プロデューサーズ）
- ホタル（2001年、東映）
- 栄光のバックホーム（2025年公開予定、ギャガ）[1]

### テレビドラマ
- ピーマン白書（1980年、フジテレビ） - ディスクジョッキー 役
- 幕末青春グラフィティ 坂本竜馬（1982年、日本テレビ系） - 大村益次郎 役
- 流れ星佐吉 第6話「神になった大泥棒」（1984年、関西テレビ）
- 暴れ九庵 第14話「男を燃やす火消しの女」（1985年1月8日、関西テレビ） - 藤八 役
- わたしの可愛いひと（1986年、フジテレビ）
- ドラマ女の手記「嫁姑いびり温泉ふたり旅」（1987年5月25日、テレビ東京）
- 火曜サスペンス劇場・年末スペシャル「虚構の空路」（1987年12月、日本テレビ系 / 大映映像）
- ゴリラ・警視庁捜査第8班 第31話「瞳キラキラ!美人刑事登場」（1989年12月3日、テレビ朝日）
- 燃えよ剣（1990年、テレビ東京）
- はぐれ刑事純情派（1991年） - 串田基之
- 裸の大将 第59話「清が誘拐されサァ大変」（1993年2月7日、関西テレビ） - 岡島亀吉
- 土曜ドラマ（NHK）
  - 遠い国からの殺人者（1995年）
- おばさんデカ 桜乙女の事件帖（5）（1997年、テレビ朝日）
- 土曜ワイド劇場 桜吹雪美人スリ三姉妹がいく（1997年3月15日、テレビ朝日）
- 翼の折れた天使たち（2006年、フジテレビ） ナレーション

### その他テレビ番組
- 日曜はパジャマ（新潟総合テレビ：自社製作の深夜情報番組、千堂あきほと共演〈1990年〉）
- バッハプラザ（テレ玉：日曜司会）
- 週刊!健康カレンダー カラダのキモチ（TBS系列）ナレーション
- とことん!ホークス（CS放送：MONDO21〈1998年終了〉）
- NEWS ZERO特別版"北朝鮮でロックする!"（日本テレビ〈2007年〉）ナレーション
- NEWS ZERO（金曜日ナレーション担当）
- 河相我聞のラーメン道（CS放送：旅チャンネル〈2007年〉）ナレーション
- プラチナ・シート（BSフジ：〈2008年 - 〉）ナレーション
- ザ・ベストホテル(BS-TBS) ナレーション
- 地球出逢い旅（BS日テレ）ナレーション
- 昭和歌謡パレード（BSフジ：〈2022年 - 〉）ナレーション

### Vシネマ
- 展翔 血とエクスタシー
- シネマコップ
- 制服の天使たち

### CMナレーション
- 吉野家 牛丼 牛鍋丼 焼味豚丼 ねぎ塩豚丼
- Panasonic nanoe
- ホンダシビック ハイブリッド
- 富士火災
- キヤノン カラーイメージランナー
- 農心 辛ラーメン
- 伊藤ハム 巨匠の彩
- 東京西川 ドクターセラN

### ゲーム
- THE KING OF FIGHTERS 2000（ゼロ）
- THE KING OF FIGHTERS 2002 UNLIMITED MATCH（ゼロ）

### ドラマCD
- ザ・キング・オブ・ファイターズ2000 ドラマCD（ゼロ、ナレーション）

## ラジオ番組
- ふとがね金太のミュージックプラザ（文化放送）
- セイ!ヤング（文化放送）
  - 番組の構成作家は高校生時代の秋元康だった。

## CD

### シングル
- 「女はMissを許さない」
- 「愛・Through The Night」
- 「頑張らねば」

### アルバム
- 「失敬!」
- 「愛・Through The Night」
- 「KrungThep」
- 「Asian Foods Beat」
- 「YOITOSA」
- 「Pong King Pitch」
- 「Kinta Kunte」
- 「Railay 〜幸せの光〜」
- 「昭和歌謡パレード Vol.1」